# Mieczysław Stelmasiak
Mieczysław Stelmasiak (ur. 8 kwietnia 1909 w Płouszowicach, zm. 20 czerwca 1982 w Lublinie) – polski lekarz, anatom, profesor UMCS oraz rektor i profesor AM w Lublinie. Ojciec prawnika, profesora Jerzego Stelmasiaka.

## Życiorys
Kierował Katedrą Anatomii Prawidłowej Człowieka na Wydziale Lekarskim UMCS-u, przez cały czas swej czynnej pracy w Uniwersytecie (24 X 1944—31 XII 1949) i Akademii Medycznej (1 stycznia 1950—30 listopada 1979), najpierw jako zastępca prof., a następnie jako docent (1948), prof. nadzwyczajny (18 lipca 1949) i zwyczajny (6 kwietnia 1957). 
Był jednym z najbardziej aktywnych i zasłużonych organizatorów Wydziału Lekarskiego Uniwersytetu Marii Curie-Skłodowskiej w Lublinie. Od 1950 do 1953 roku był prorektorem Akademii Medycznej w Lublinie, a następnie w latach 1959–1968 przez trzy kadencje był jej rektorem. 
Zasłynął przede wszystkim jako znawca układu nerwowego, opracował m.in. Atlas anatomii mózgowia i rdzenia kręgowego oraz Atlas anatomii człowieka (t. 1—3) przygotowany przez zespół pod jego kierownictwem. 
Był on również redaktorem i współautorem cenionej pracy Mianownictwo anatomiczne. Uczestniczył w licznych międzynarodowych kongresach i konferencjach anatomów. Współpracował z wieloma stowarzyszeniami naukowymi krajowymi (Polskim Tow. Anatomicznym — prezes Zarządu Głównego 1959—1967, Tow. Przyrodników im. M. Kopernika, Polskim Tow. Lekarskim i in.) i zagranicznymi (Czechosłowackim Tow. Lekarskim).
W 1961 roku objął stanowisko przewodniczącego Miejskiego Komitetu Frontu Jedności Narodu.

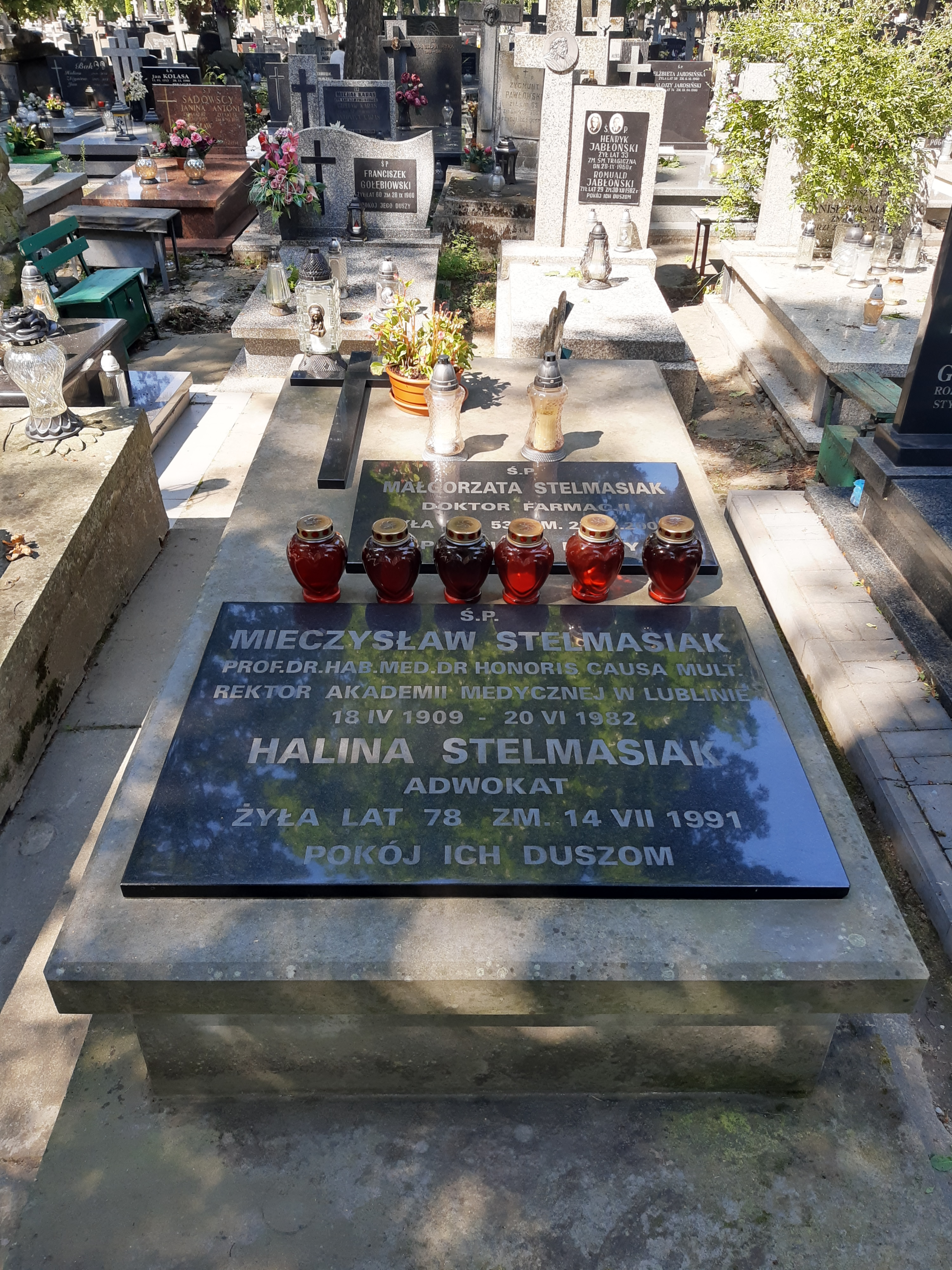
Grób prof. Mieczysława Stelmasiaka na cmentarzu przy Lipowej

Za swoje osiągnięcia otrzymał wiele odznaczeń, między innymi Krzyż Oficerski Orderu Odrodzenia Polski, Złoty Krzyż Zasługi (1946), Ordery Sztandaru Pracy I i II klasy, Medalem 10-lecia Polski Ludowej (1954) Medal Komisji Edukacji Narodowej. W 1977 władze Akademii Medycznej w Lublinie obdarzyły go zaszczytną godnością doktora honoris causa.
Zmarł w 1982 roku w Lublinie. Został pochowany na cmentarzu przy ulicy Lipowej.